# Entomaster
Entomaster is een geslacht van uitgestorven zee-egels uit de familie Stegasteridae.